# إدوارد إتش. لاركن
إدوارد إتش. لاركن هو سياسي أمريكي، ولد في ديسمبر 1876 في ماساتشوستس في الولايات المتحدة، وتوفي في 1944.